# The Reap
The Reap è uno sparatutto a scorrimento sviluppato da Housemarque e prodotto da Take Two Interactive per Microsoft Windows.

## Modalità di gioco
The Reap possiede una visuale isometrica simile a quella Zaxxon, ma non è prevista la possibilità di alzare o abbassare la navetta che si utilizza; è suddiviso in quattro zone, ognuna a sua volta dotata di due o tre livelli (in totale sono 10); sono disponibili cinque differenti power-up per migliorare l'arma in nostro possesso, oltre che a smart-bomb e invincibilità parziale.